# Karl Stetter
Karl Otto Stetter (ur. 16 lipca 1941 w Monachium) – niemiecki mikrobiolog zajmujący się życiem mikrobiologicznym w ekstremalnych warunkach, zwłaszcza w wysokich temperaturach. 
W 2003 roku otrzymał Medal Leeuwenhoeka za badania nad ekstremofilami.